# Anaea albomaculata
Anaea albomaculata är en fjärilsart som beskrevs av Heinrich Neustetter 1929. Anaea albomaculata ingår i släktet Anaea och familjen praktfjärilar. Inga underarter finns listade i Catalogue of Life.